# Phidippus kastoni
Phidippus kastoni är en spindelart som beskrevs av Edwards 2004. Phidippus kastoni ingår i släktet Phidippus och familjen hoppspindlar. Inga underarter finns listade i Catalogue of Life.